# Brainans
Brainans – miejscowość i gmina we Francji( w regionie Burgundia-Franche-Comté, w departamencie Jura.
Według danych na rok 1990 gminę zamieszkiwało 167 osób, a gęstość zaludnienia wynosiła 24 osoby/km² (wśród 1786 gmin Franche-Comté Brainans plasuje się na 577. miejscu pod względem liczby ludności, natomiast pod względem powierzchni na miejscu 642.).